# ألما غلاك
ألما غلاك (بالإنجليزية: Alma Gluck؛ بالرومانية: Alma Gluck) هي مغنية ومغنية أوبرا وموسيقية أمريكية ورومانية، ولدت في 11 مايو 1884 في بوخارست في رومانيا، وتوفيت في 27 أكتوبر 1938 في مانهاتن في الولايات المتحدة بسبب مرض الكبد.

## وصلات خارجية
- ألما غلاك على موقع الموسوعة البريطانية (الإنجليزية)
- ألما غلاك على موقع ميوزك برينز (الإنجليزية)
- ألما غلاك على موقع أول ميوزيك (الإنجليزية)
- ألما غلاك على موقع ديسكوغز (الإنجليزية)